# Pitcairnia leopoldii
Pitcairnia leopoldii är en gräsväxtart som först beskrevs av Walter Till och S.Till, och fick sitt nu gällande namn av Bruce K. Holst. Pitcairnia leopoldii ingår i släktet Pitcairnia och familjen Bromeliaceae. Inga underarter finns listade i Catalogue of Life.